# Soninščina
Soninščina (soninsko Sooninkanxanne, سࣷونِکَنْخَنّࣹ), znana tudi kot serahulščina, azerščina ali marakaščina, je mandejski jezik, ki ga govorijo Soninke v Zahodni Afriki. Ocenjuje se, da ima jezik okoli 2,3 milijona govorcev, predvsem v Maliju in Mavretaniji, pa tudi v Senegalu, Slonokoščeni obali, Gambiji, Gvineji Bissau in Gvineji. Jezik uživa status nacionalnega jezika v Mavretaniji, Maliju, Senegalu in Gambiji. 

## Narečjɑ
Narečja soninščine vključujejo azersko narečje, ki se pregiba v berberščino.